# Rhodostrophia praecanaria
Rhodostrophia praecanaria är en fjärilsart som beskrevs av Eduard Friedrich Eversmann 1847. Rhodostrophia praecanaria ingår i släktet Rhodostrophia och familjen mätare. Inga underarter finns listade.